# 王澤永
王澤永（1583年—1614年），字恒沐，號翔垓，山东济南府淄川縣人，軍籍，明朝政治人物。

## 生平
万历三十四年（1606年）丙午科山东乡试举人，三十五年（1607年）丁未科進士，都察院觀政，本年六月授北直清丰县知县，少年登第，儀状魁梧，性刚直，为人所推服，居官有治声。三十八年养病，本年改任教授，四十二年卒。

## 家族
曾祖王逵，封刑部郎中。祖王崇义，字子由，嘉靖戊戌进士，官宁波知府，贈進階中憲大夫。父王睹。前母高氏，母耿氏。具庆下。